# Santiago Cazorla González
Santiago Cazorla González (Lugo de Llanera, 13 de desembre de 1984) conegut simplement com a Santi Cazorla, és un futbolista professional asturià que juga com a migcampista pel Reial Oviedo. És internacional amb la selecció espanyola.

## Carrera esportiva
Jugà en el Reial Oviedo i el Vila-real CF (2003-2006). Després de la gran temporada realitzada, el Vila-real CF decidí executar l'opció de recompra que tenia guardada.
Marcà 4 gols amb el Vila-real en la Copa de la UEFA 2004-05 i jugà 2 partits de Lliga de Campions la temporada 2005-06.
Demostrà la seva excel·lent qualitat en el seu debut en el Recreativo de Huelva, on marcà el seu primer gol amb la blanc-i-blava, i en el següent partit, que enfrontà el seu ex equip, el Vila-real CF contra el seu actual equip, marcà el gol que donà la victòria al "Recreativo", en qualitat de visitant.
A principis del 2007 el seu pare es va morir, cosa que va fer que l'afició del seu actual equip i la plantilla es consolidara amb ell i li donara ànims per a seguir "donant guerra". El 22 d'abril del 2007 va trobar de nou la seva cita amb el gol (3-1) contra el Racing de Santander i el dedicà a son pare.
Demostrà que és un gran jugador durant la seva estada en el Recre i casualment és el millor amic del cantant Melendi.
L'agost de 2008 el Reial Madrid intentà fitxar l'asturià, i quan tot pareixia que el jugador groc vestiria la samarreta blanca, el Vila-real CF el renovà per quatre temporades.
L'estiu del 2011 va fitxar pel Màlaga CF, el qual pagà una xifra pròxima als 20M€.
Finalment, l'any 2012 Cazorla va fitxar per l'Arsenal FC anglès.

## Selecció estatal
Ha estat internacional amb la selecció espanyola de futbol sub-21. El 17 de maig de 2008, Luis Aragonés el va convocar per primer cop amb la selecció absoluta per disputar l'Eurocopa 2008 de Suïssa i Àustria.
El 31 de maig de 2008 va debutar en Huelva amb la selecció en un amistós davant la selecció del Perú, mentre que el 10 de juny debutà en un partit oficial amb la Roja en l'Eurocopa 2008 d'Àustria i Suïssa a Innsbruck contra la selecció russa. Va eixir substituint Andrés Iniesta al minut 17' de la segona part en un partit que acabà amb victòria per a l'equip espanyol per 4-1.
La selecció espanyola es classificà per a quarts en guanyar a Suïssa i a Grècia i disputà el partit de quarts davant la selecció de futbol d'Itàlia. El partit acabà 0-0, arribant a la pròrroga i el partit es va haver de decidir als penals. L'asturià convertí un dels gols de la selecció encarrilant el camí a les semifinals.
Precisament a les semifinals no comptà amb cap minut davant de Rússia, però sí a la final, quan entrà al minut 20 de la segona part, substituint David Silva, en un partit en què la selecció espanyola de futbol es proclamà campiona d'Europa davant Alemanya. El resultat fou de 0-1 per a Espanya amb gol de Fernando Torres.
Absent en el Campionat Mundial de Sud-àfrica del 2010, va ser cridat novament pel seleccionador espanyol Vicente del Bosque el 5 d'agost del 2010 per disputar un partit amistós contra Mèxic.
El 27 de maig de 2013, entrà a la llista de 26 preseleccionats per Vicente del Bosque per disputar la Copa Confederacions 2013, i posteriorment el 2 de juny, entrà a la llista definitiva de convocats per aquesta competició.
El 31 de maig de 2014 entrà a la llista de 23 seleccionats per Vicente del Bosque per participar en la Copa del Món de Futbol de 2014; aquesta serà la seva primera participació en un mundial. En cas que la selecció espanyola, la campiona del món del moment, guanyés novament el campionat, cada jugador cobraria una prima de 720.000 euros, la més alta de la història, 120.000 euros més que l'any anterior.

## Palmarès
Amb el Vila-real CF
- 1 Copa Intertoto: 2004.
- Semifinalista de la Copa de la UEFA (2004-05).
- Semifinalista de la Champions League (2005-06).
- Subcampionat de la Lliga (2007-08).

Amb l'Arsenal FC
- 3 Copa anglesa: 2013-14, 2014-15 i 2016-17.
- 3 Community Shield: 2014, 2015 i 2017.

Amb la selecció espanyola
- 2 Eurocopes: 2008 i 2012